# پلانبروخ
پلانبروخ (به آلمانی: Planebruch) یک شهر در آلمان است که در Brück واقع شده‌است. پلانبروخ ۱٬۱۴۶ نفر جمعیت دارد.